# Jakubov u Moravských Budějovic
Jakubov u Moravských Budějovic là một làng thuộc huyện Třebíč, vùng Vysočina, Cộng hòa Séc.